# اولیوا-سو-لوئن
اولیوا-سو-لوئن (به فرانسوی: Aulnois-sous-Laon) یک کمون در فرانسه است که در ان (ا-دو-فرانس) واقع شده‌است. اولیوا-سو-لوئن ۱۰٫۰۱ کیلومتر مربع مساحت دارد.